# Лилање
Лилање или Паљење петровданских лила (негдје знано и као Машале) је обичај који је вијековима присутан код сточарског становништва на подручју западне Србије и Босанске Крајине. Везан је за празник Петровдан посвећен Светим Апостолима Петру и Павлу, који се прославља 12. јула. Ово је магијско-религијски народни обичај који се код Срба, осим на Петровдан, упражњава и пред Велике покладе, уочи Ивањдана, Спасовдана и Ђурђевдана. Сличне обичаје налазимо код свих Словена и код многих других народа.
Назив је обичај добио према обредним предметима који се том приликом користе — лилама. Лила је запаљена сува кора дивље трешње уметнута у процјеп или нанизана на дрвени штап. У различитим заједницама лила се среће и под називима олалија, оратник или оратница. Користи се искључиво кора дивље трешње, јер то дрво има способност регенерације коре у року од две године. Вођени погрешним информацијама у новије време, да је у питанју кора брезе или трешње, у пар наврата људи који нису били добро информисани су упропастили стабла питоме трешње и брезе. Дрво питоме трешње и брезе немају могућност регенерације коре, па се због тога веома брзо после скидања дела коре осуше и пропадну.
Године 2017, на предлог Центра за културу „Вук Караџић” из Лознице, обичај паљења петровданских лила или лилање уврштен је у Национални регистар нематеријалног културног наслеђа Србије.

## Вук Караџић о лилама
»Лила (брезова или трешњова) оно што се огули са брезове или тређшњове коре као хартија. Лила има у себи смоле и може горети као луч.«

## О имену
По неким ауторима ријеч лила изведена је од олалија. По другима је у називу олалија очуван траг римског обичаја Parilia посвећен римском божанству Palesu, кога су римски пастири празновали 21. априла. Имена оратник и оратница којим се понегде означава овај обичај, изводе се из старословенског коријена ора сачуваног у ријечи орити (пјесма се ори).

## Обичај
Млађи свијет пали лиле. Упаљене лиле баца преко кровова и носи око торова изговарајући: „Лила гори , жито роди“, или „Богами, весело нам лиле горе, да нам краве добро воде“. У неким крајевима се на покладе пале велике гомиле сламе које би затим дјеца, дјевојке и момци прескакали „ради здравља“. На наше ове обичаје могли су утицати и сродни обичаји затечених домицилних становника Балкана.

## Поријекло обичаја
Обичај је старији од хришћанства. Ватра у ноћи плаши и тјера демонске силе чувајући људе, животиње и усјеве. Ватром се доказује моћ, овладавање али и пријатељство са овом „опасницом“. Према томе ове буктиње нису ништа друго до покретне ватре заштитнице. (У Босанској Крајини се каже љуљати и лилати.)

## Паљење петровданских лила или лилање
Обичај прављења и паљења петровданских лила вековима је присутан код сточарског становништва на подручју западне Србије и везан је за празник Петровдан, посвећен Светим Апостолима Петру и Павлу који се прославља 12. јула. Неколико дана пре Петровдана чланови заједнице праве лиле од коре дивље трешње. Кора се тракасто ољушти, савије кружно попут "ветрењаче" и причврсти на врх лесковог штапа дужине око 1 метар. Да би била спремна за употребу, односно лако запаљива, овако направљена лила суши се неколико дана. Централни догађај светковине, односно паљења лила се одиграва уочи Петровдана и праћен је низом обичаја, међу којима су и брање цвећа и плетење венчића. Са првим сумраком стока се затвара у торове, где се обавља мужа и кићење цветним венцима. Одмах потом деца и омладина пале лиле и са њима трче око торова, певајући: „Куда лиле ходиле, туда краве водиле.” У исто време пале се ватре на раскрсницама, где уз песму, игру и шалу овај вид окупљања мештана прераста у народно весеље које траје до дубоко у ноћ.
Овај обичај, као карактеристичан за области око Шапца, Лознице, Ваљева, Сјенице, Нове Вароши и Ивањице, 2017. године уврштен је на Листу нематеријалног културног наслеђа Србије